# Kim So-yeong
Kim So-yeong (hangul: 김소영; Daegu, 9 de julho de 1992) é uma jogadora sul-coreana de badminton. Por frequentar a Universidade de Incheon, representou-a e ganhou três medalhas de ouro no campeonato Summer Universiade 2013 na Rússia, pelo seu desempenho nas categorias duplas femininas, duplas mistas e eventos por equipe. Competiu nos Jogos Asiáticos de 2014 e conquistou medalha de prata no evento na categoria de equipes femininas. Juntamente com Kong Hee-yong, ela foi premiada como a melhor jogadora de 2019 pelo Badminton World Federation.

## Conquistas

### Jogos Olímpicos
Duplas femininas
| Ano  | Local         | Parceira      | Oponente                   | Pontuação    | Resultado |
| ---- | ------------- | ------------- | -------------------------- | ------------ | --------- |
| 2020 | Tóquio, Japão | Kong Hee-yong | Lee So-hee Shin Seung-chan | 21–10, 21–17 | Bronze    |

### Campeonato Asiático
Duplas femininas
| Ano  | Local        | Parceira      | Oponente                         | Pontuação           | Resultado |
| ---- | ------------ | ------------- | -------------------------------- | ------------------- | --------- |
| 2018 | Wuhan, China | Kong Hee-yong | Misaki Matsutomo Ayaka Takahashi | 17–21, 22–20, 14–21 | Bronze    |

### Summer Universiade
Duplas femininas
| Ano  | Local         | Parceira    | Oponente         | Pontuação           | Resultado |
| ---- | ------------- | ----------- | ---------------- | ------------------- | --------- |
| 2013 | Kazan, Rússia | Chang Ye-na | Luo Yu Tian Qing | 27–25, 15–21, 23–21 | Ouro      |

Duplas mistas
| Ano  | Local         | Parceiro    | Oponente            | Pontuação    | Resultado |
| ---- | ------------- | ----------- | ------------------- | ------------ | --------- |
| 2013 | Kazan, Rússia | Kim Gi-jung | Liu Cheng Tian Qing | 22–20, 21–14 | Ouro      |

### BWF - Torneio Mundial
O Torneio Mundial do BWF, que foi anunciado em 19 de março de 2017 e implementado em 2018, é uma série de torneios de badminton sancionados pelo Badminton World Federation. Os torneios são divididos nos níveis Finais do Mundial, Super 1000, Super 750, Super 500, Super 300 e o Super 100.
Duplas femininas
| Ano  | Torneio               | Nível             | Parceira      | Oponente                                    | Pontuação           | Resultado   |
| ---- | --------------------- | ----------------- | ------------- | ------------------------------------------- | ------------------- | ----------- |
| 2018 | U.S. Open             | Super 300         | Kim Hye-jeong | Tang Jinhua Yu Xiaohan                      | 21–18, 13–21, 15–21 | Vice-campeã |
| 2019 | Indonesia Masters     | Super 500         | Kong Hee-yong | Misaki Matsutomo Ayaka Takahashi            | 19–21, 15–21        | Vice-campeã |
| 2019 | Spain Masters         | Super 300         | Kong Hee-yong | Nami Matsuyama Chiharu Shida                | 23–21, 15–21, 21–17 | Campeã      |
| 2019 | New Zealand Open      | Super 300         | Kong Hee-yong | Misaki Matsutomo Ayaka Takahashi            | 21–15, 21–18        | Campeã      |
| 2019 | Japan Open            | Super 750         | Kong Hee-yong | Mayu Matsumoto Wakana Nagahara              | 21–12, 21–12        | Campeã      |
| 2019 | Chinese Taipei Open   | Super 300         | Kong Hee-yong | Jongkolphan Kititharakul Rawinda Prajongjai | 19–21, 21–18, 26–28 | Vice-campeã |
| 2019 | Korea Open            | Super 500         | Kong Hee-yong | Lee So-hee Shin Seung-chan                  | 13–21, 21–19, 21–17 | Campeã      |
| 2019 | French Open           | Super 750         | Kong Hee-yong | Lee So-hee Shin Seung-chan                  | 21–16, 19–21, 12–21 | Vice-campeã |
| 2020 | Thailand Open         | Super 1000        | Kong Hee-yong | Lee So-hee Shin Seung-chan                  | 21–18, 21–19        | Campeã      |
| 2020 | BWF World Tour Finals | World Tour Finals | Kong Hee-yong | Lee So-hee Shin Seung-chan                  | 21–15, 24–26, 19–21 | Vice-campeã |

### BWF - Grand Prix
O Grand Prix da BWF teve dois níveis, BWF Grand Prix e Grand Prix Gold. Foi uma série de torneios de badminton sancionados pelo Badminton World Federation que foram realizados de 2007 a 2017.
Duplas femininas
| Ano  | Torneio               | Parceira      | Oponente                                    | Pontuação    | Resultado   |
| ---- | --------------------- | ------------- | ------------------------------------------- | ------------ | ----------- |
| 2012 | Macau Open            | Choi Hye-in   | Eom Hye-won Jang Ye-na                      | 18–21, 16–21 | Vice-campeã |
| 2013 | Korea Grand Prix Gold | Jang Ye-na    | Go Ah-ra Yoo Hae-won                        | 21–15, 21–12 | Campeã      |
| 2016 | Indonesian Masters    | Chae Yoo-jung | Jongkolphan Kititharakul Rawinda Prajongjai | 21–18, 22–20 | Campeã      |
| 2016 | Korea Masters         | Chae Yoo-jung | Jung Kyung-eun Shin Seung-chan              | 14–21, 14–21 | Vice-campeã |
| 2017 | Chinese Taipei Open   | Chae Yoo-jung | Kim Hye-rin Yoo Hae-won                     | 21–12, 21–11 | Campeã      |
| 2017 | Korea Masters         | Kong Hee-yong | Lee So-hee Shin Seung-chan                  | 18–21, 21–23 | Vice-campeã |

     Torneio BWF Grand Prix Gold
     Torneio BWF Grand Prix

### BWF - Desafios/Séries Internacionais
Duplas femininas
| Ano  | Torneio             | Parceira    | Oponente                         | Pontuação           | Resultado |
| ---- | ------------------- | ----------- | -------------------------------- | ------------------- | --------- |
| 2017 | Osaka International | Yoo Hae-won | Ayako Sakuramoto Yukiko Takahata | 16–21, 21–17, 21–19 | Campeã    |

     BWF - Desafios de torneios internacionais
     BWF - Séries de torneios internacionais